# Индо-Гангская равнина

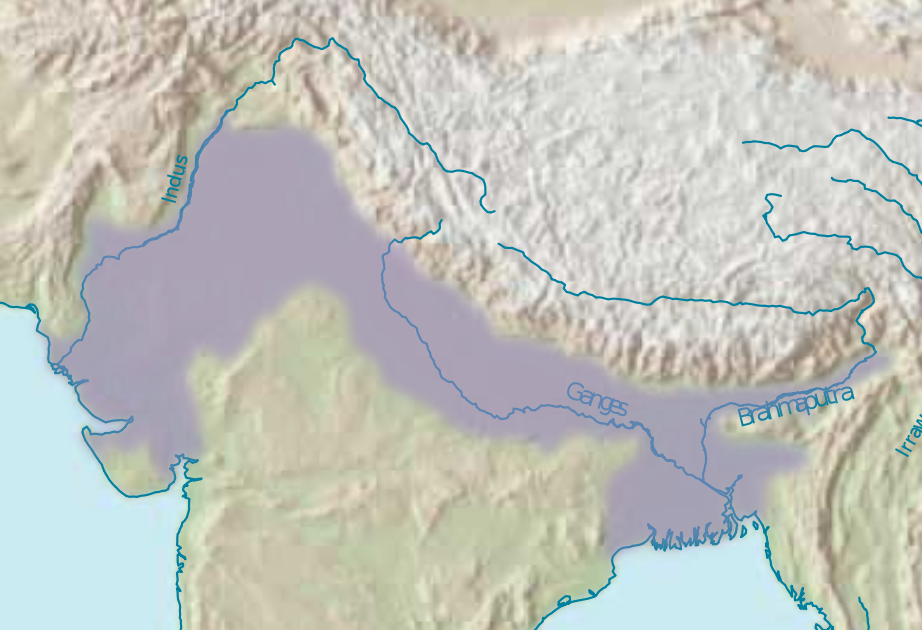
Схематическая карта Индо-Гангской равнины

Индо-Гангская равнина (бенг. সিন্ধু-গাঙ্গেয় সমভূমি) — равнина, расположенная на территории Индии, Пакистана и Бангладеш, между Гималаями на севере и Деканским плоскогорьем на юге. Равнина, длина которой составляет около 3 тысяч километров, а ширина — 250—350 километров, являлась одним из древнейших центров мировой цивилизации. Крупнейшие города на территории равнины: Дели, Калькутта (Индия), Карачи, Лахор (Пакистан).

## Рельеф и гидрография
Поверхность равнины плоская, полого опускается на восток и запад от водораздела, расположенного на высоте 270 м, к дельтам Инда и Ганга. В рельефе наблюдаются выступы кристаллических пород и расчленённые оврагами уступы речных террас высотой до 60 м.
Реки, протекающие по равнине, довольно многочисленны и полноводны, особенно в восточной части. Характерны большие сезонные колебания расхода воды. Муссоны и таяние горных снегов увеличивают сток летом, зачастую приводя к разрушительным наводнениям. При движении с востока на запад климат становится суше.
Наиболее крупные реки — Инд с притоком Панджнад, в который впадают реки Джелам, Чинаб, Биас и Рави, а также Брахмапутра и Ганг с Джамной и крупными притоками Гомати, Гхагхра и Гандак.

## Климат и растительность
В бассейне Ганга и Брахмапутры (восточная часть равнины) преобладает субэкваториальный муссонный климат, в бассейне Инда (западная часть) — тропический. На большей части равнины средняя температура июля составляет от 30 до 36 °C, января около 20 °C, в северо-западной части опускается до 12 °C. Изредка температура снижается до 0 °C градусов.
В пределах равнины выделяются 2 природных района — засушливая долина Инда и более увлажнённая Гангская равнина. Естественная растительность, особенно в центральной и на восточной частях, почти не сохранилась. Дельта Ганга и Брахмапутры поросла густыми мангровыми и вечнозелёными лесами, в то время как западная часть покрыта солончаками и песчаными пустынями. Преобладает ландшафт культурной саванны (поля риса, пшеницы, проса, кукурузы, хлопка и других культур) с отдельными рощами пальм и фруктовых деревьев.